# Мотт, Гершом
Гершом Мотт (Gershom Mott) (7 апреля 1822 — 29 ноября 1884) — американский военный, генерал федеральной армии в годы Гражданской войны, дивизионный командир Потомакской армии, эпизодически командовал II корпусом Потомакской армии.

## Ранние годы
Мотт родился в Ламбертоне, Нью-Джерси, неподалеку от Трентона. Он был внуком героя войны за независимость, капитана Джона Мотта, который помогал Вашингтону переправиться через Делавэр перед сражением при Трентоне. Его родителями были Гершом Мотт и (Phebe или Phoebe) Роуз Мотт, и он был младшим из их пяти детей. Он прошел обучение в Трентонской академии (совр. Trenton Public Library), после чего, уже в 14 лет, стал работать клерком на складах в Нью-Йорке. Когда началась Мексиканская война, он стал вторым лейтенантом 10-го пехотного полка.
8 августа 1849 года Мотт женился на Элизабет Смит. У них родился один ребенок - дочь Кейт. С 1849 по 1861 год он сменил несколько мест работы в порте Ламбертон, Delaware & Raritan Canal Co. и Бордентаунском банке.

## Гражданская война
Когда началась Гражданская война, Мотт вступил в Добровольческую армию США и стал подполковником 5-го Нью-Джерсийского пехотного полка. Его полк был включен в состав бригады Паттерсона и весной 1862 года отправлен на Вирджинский полуостров, где участвовал в сражении при Уильямсберге. После сражения Мотт получил звание полковника и возглавил 6-й Нью-Джерсийский пехотный полк. Он командовал этим полком во время сражения при Севен-Пайнс и был отмечен за храбрость, но в последующей Семидневной битве его полк активного участия не принимал.
В августе III корпус был переброшен в Северную Вирджинию и полк Мотта в составе бригады Джозефа Карра принял участие во втором сражении при Булл-Ран. Он получил тяжелое ранение руки и за храбрость был 7 сентября 1862 повышен до звания бригадного генерала (сдав полк Джорджу Бёрлингу). Из-за ранения он пропустил сражение при Энтитеме и сражение при Фредериксберге.  Он вернулся в армию в декабре 1862 года и принял командование бывшей бригадой Джозефа Ревере (из III корпуса) во время сражения при Чанселорсвилле. В этом сражении он командовал шестью пехотными полками. 
- 5-й Нью-Джерсийский пехотный полк, полк. Уильям Сьюэлл
- 6-й Нью-Джерсийский пехотный полк, полк. Джордж Бёрлинг
- 7-й Нью-Джерсийский пехотный полк, полк. Льюис Фрэнсин
- 8-й Нью-Джерсийский пехотный полк, полк. Джон Рамсей (р.)
- 2-й Нью-Йоркский пехотный полк, полк. Сидни Парк
- 115 Пенсильванский пехотный полк, полк. Фрэнсис Ланкастер

Эта бригада в ходе сражения оказалась на западной стороне Чанселорсвиллского плато, где 3 мая оказалась на линии атаки дивизий Хилла, Колстона и Роудса, под огнем артиллерии противника, размещенной на высоте Хэйзел-Гроув. Бригада потеряла 528 человек, многие офицеры были ранены. Мотт так же получил тяжёлое ранение и пропустил последующую Геттисбергскую кампанию. Его бригадой при Геттисберге командовал полковник Джордж Бёрлинг.
Мотт вернулся в строй осенью 1863 года и командовал своей бригадой во время кампаний Бристо и Майн-Ран. 30 марта 1864 года у Джозефа Карра, командира 4-й дивизии II корпуса, истек срок пребывания в звании (его звание бригадного генерала не было утверждено), и его сняли с командования дивизией, передав её 2 мая Мотту. Дивизия состояла из бригады Роберта Макаллистера (бывшей бригады Мотта) и Эксельсиорской бригады Уильяма Брюстера.

### Спотсильвейни
10 мая 1864 года генерал Грант запланировал общую атаку позиций противника под Спотсильвейни. Бригаду Мотта забрали из II корпуса и перевели правее позиций VI корпуса генерала Райта, чтобы закрыть разрыв между корпусами Райта и Бернсайда. Мотту пришлось растянуть свою дивизию на фронт в 3 километра. В это время командование готовило атаку силами отряда Эмори Аптона и пришло к мнению, что дивизия Мотта можно использовать для поддержки атаки. Мотту было приказано начать наступление в 17:00 с тем, чтобы оказаться около отряда Аптона и, когда Аптон прорвет фронт, войти в прорыв. Мотт не понял, как он может одновременно обеспечивать связь двух корпусов и прорывать оборону противника. Он запросил совета у Райта, но тот сказал наступать в любом случае. Чуть позже командование решило перенести начало атаки на час вперёд, но никто не уведомил об этом Мотта.  17:00 он начал наступление, сразу попал под фланговый огонь артиллерии и отступил. Через час Аптон начал наступление, рассчитывая на поддержку Мотта, и не получил её. Командование обвинило Мотта в неудаче атаки Аптона и его сняли с дивизионного командования, вернув к командованию бригадой.
Историк Гордон Реа писал, что история обошлась с Моттом несправедливо. Ему поручили невыполнимое задание, выделили ему недостаточные силы и послали в бой в неправильное время. Его неудача ничем принципиально не отличалась от неудач других дивизий в тот день. Что более важно, его дивизию поместили в неправильном месте: для развития успеха Аптона дивизия Мотта должна была стоять как можно ближе или даже позади Аптона. И именно Грант, Мид и Райт виноваты в том, что изменили время атаки, не убедившись, что эта информация получена всеми командирами. Историк Эрл Гесс также полагает, что Мотт не справился с заданием ввиду недостаточности ресурсов, неграмотного руководства сверху и потому, что находился слишком далеко от Аптона, чтобы  его поддержать.
В июле 1864 года Мотт вновь был назначен командиром дивизии, с которой участвовал в осаде Петерсберга и Аппоматтокской кампании, в конце которой вновь был ранен.

## Послевоенная деятельность
20 февраля 1866 года Мотт подал в отставку из рядов добровольческой армии. В 1868 году ему предложили звание полковника регулярной армии, но он предпочёл вернуться к гражданской жизни. Он служил администратором на железной дороге Кэмден-Эмбой, затем банкиром, а затем занимал различные посты в администрации своего родного штата Нью-Джерси, был смотрителем нью-джерсийской тюрьмы и в 1873-1884 годах командующим нью-джерсийской национальной гвардией (1873 - 1884).
Он умер в Нью-Йорке и был похоронен с военными почестями. Его похоронили на кладбище Ривервью-Семетери в Трентоне.